# Jump5
Jump5 − nieistniejący już amerykański zespół grający muzykę pop, dance, rock i współczesną chrześcijańską. Podczas swojej kariery sprzedali albumy w nakładzie 1 400 000 kopii.

## Członkowie
- Chris Fedun (1999–2007)
- Brandon Hargest (1999–2007)
- Brittany Hargest (1999–2007)
- Lesley Moore (1999–2007)
- Libby Hodges (1999–2004) i (2007)
- Natasha Noack (1999–2004)

## Historia
Jump5 działalność rozpoczął w Nashville w 1999 roku. Zespół pierwotnie nazwany był JumpStart, ale nazwa została zmieniona z powodu komiksu o takim samym tytule. Członkowie zespołu podpisali kontrakt z Sparrow Records w 2000 roku, jednak w 2005 rozwiązali współpracę z wytwórnią. Chwilowo zarejestrowani byli we własnym niezależnym Nevaeh Records. Następnie podpisali kontrakt z Slanted Records.
Jump5 odbywał trasy koncertowe m.in. z Aaronem Carterem, Play, A*Teens, ZOEgirl, No Secrets, Dream Street, Radio Disney Live.
9 października 2007 roku we współpracy z Slanted Records zespół wypuścił swój ostatni album, zatytułowany Hello & Goodbye, z piosenką Hello & Goodbye, w nagraniu której wziął udział były członek zespołu − Libby Hodges. Następnie zespół odbył trasę koncertową o tej samej nazwie. Trasa objęła 25 koncertów i przyciągnęła ponad 45 000 widzów. Ostatni koncert, w którym udział wziął również Libby Hodges, odbył się w Rocketown w Nashville.
Jump5 został oficjalnie rozwiązany 16 grudnia 2007 roku.

## Dyskografia

### Albumy
- 2001 Jump5
- 2002 All the Time in the World
- 2002 All the Joy in the World
- 2003 Accelerate
- 2004 Dreaming in Color
- 2005 Rock This Christmas
- 2007 Hello & Goodbye

### Kompilacje
- 2005 Shining Star
- 2005 A Very Best of Jump5
- 2006 Top 5 Hits
- 2008 Greatest Hits - Jump5

### Albumy świąteczne
- 2007 Christmas Like This

### Albumy z remixami
- 2004 Mix It Up